# Кен Лік
Кен Лік (англ. Ken Leek, нар. 26 липня 1935, Енісебул — пом. 19 листопада 2007, Девентрі) — валлійський футболіст, нападник.
Насамперед відомий виступами за клуби «Бредфорд Сіті», «Лестер Сіті» та «Бірмінгем Сіті», а також національну збірну Уельсу.

## Клубна кар'єра
У дорослому футболі дебютував 1952 року виступами за «Нортгемптон Таун», в якому провів шість сезонів, взявши участь у 71 матчі чемпіонату. У складі «Нортгемптон Тауна» був одним з головних бомбардирів команди, маючи середню результативність на рівні 0,37 голу за гру першості.
Своєю грою за цю команду привернув увагу представників тренерського штабу клубу «Лестер Сіті», до складу якого приєднався 1958 року. Відіграв за команду з Лестера наступні три сезони своєї ігрової кар'єри. Більшість часу, проведеного у складі «Лестер Сіті», був основним гравцем атакувальної ланки команди. В новому клубі був серед найкращих голеодорів, відзначаючись забитим голом в середньому щонайменше у кожній третій грі чемпіонату.
У 1961 році захищав кольори команди клубу «Ньюкасл Юнайтед», проте не зміг пробитися до основного складу і був відданий в оренду в канадський «Монреаль Конкордія».
Проте в тому ж році повернувся на острови, де уклав контракт з клубом «Бірмінгем Сіті», у складі якого провів наступні три роки своєї кар'єри гравця. Граючи у складі «Бірмінгем Сіті» також здебільшого виходив на поле в основному складі команди. І в цій команді продовжував регулярно забивати, в середньому 0,49 раза за кожен матч чемпіонату.
Протягом 1964—1965 років знову недовго захищав кольори клубу «Нортгемптон Таун», після чого перейшов до нижчолігового клубу «Бредфорд Сіті», за який виступав протягом 1965—1968 років.
У 1968 році повернувся до Уельсу, де спочатку став граючим тренером клубу «Ріл», а згодом грав за клуби «Мертір Таун» та «Тон Пентр», поки не завершив кар'єру у 1970  році.

## Виступи за збірну
1960 року дебютував в офіційних матчах у складі національної збірної Уельсу. Протягом кар'єри у національній команді, яка тривала 6 років, провів у формі головної команди країни лише 13 матчів, забивши 5 голів.
У складі збірної був учасником чемпіонату світу 1958 року у Швеції.
Після того, як завершив свою кар'єру, родина Ліка оселилася в Девентрі, де він працював у компанії Ford Motor Company до виходу на пенсію в 1995 році.
Він помер в Девентрі, у віці 72 років, 19 листопада 2007 року після нетривалої хвороби.

## Досягнення
- Володар Кубка англійської ліги: 1963